# 足癣
足癬（拉丁語：Tinea pedis）是由皮癣菌感染足部皮肤后导致的皮癣菌病。足癣是用于诊断的医学术语，其ICD-10分类代码为B35.3。在中国大陆常称之为脚气；在英国、香港、台湾、新加坡俗称香港脚、运动员脚（Athlete's foot）。引起足癬的皮癣菌有多种，常見的为：毛癣菌、表皮癣菌、小孢癣菌。
全球約15%的人口感染足癬，其中男性感染人群較多，以青壯年比例較高，多发于摔跤运动员、高尔夫球手、大学生、军官。这些人因职业及环境因素，使足部长期处于温暖潮湿的地方，从而招致真菌感染，多数患者会反复发作。多数患者除了脚趾间的表皮鳞屑外，并无主观不适症状，但部分患者可能有糜烂、红肿，伴随局部难忍刺痒的与难闻的气味。
足癣的治疗方法有多种，一般以各种非处方（OTC）抗真菌药膏进行治疗，症状严重则需使用处方强度的药膏，少数患者甚至需要口服抗真菌药。尽管有多種抗真菌药可供选择，但社会上仍存在多种偏方、验方等替代治疗措施。足癣是高度传染性疾病，如果不及时治疗，不但會引起自身其它部位感染，如甲癣、手癣、股癣等，还会传播给其它人。因此，足癣的治疗是一个系统工程。

## 历史
足癣是近代社会文明带来的皮肤传染病，首次报道足癬的人是英国皮肤科医生亚瑟·惠特菲尔德（Arthur Whitfield），他于1908年在《柳叶刀》发表了关于足癣的论文。此后又将足癣分为三个类型 。他发明的惠氏脚气膏或惠氏脚气水都是公认的足癣治疗配方，临床应用经久不衰。但在1900年代之前，肆虐人类的皮癣菌病是儿童的头癣（Favus，俗称黄癣或秃疮），主要的研究与治疗基地在法国，涌现了首批皮肤真菌学大师如大卫·格鲁比（David Gruby）、雷蒙·萨布罗等，他们当时的主要治疗措施是X-线。足癬在萨布罗时代及之前还是个罕見疾病。
第一次世界大戰期间，英美在法国作战，很多英美軍人都患上了股癣（Tinea cruris），又称腹股沟痒 （Groin itch）或 Dhobi itch，同时这些军人患足癣、手癣。1916年，兩名美國軍醫 Oliver Ormsby 和 James Mitchell 在《美國醫學會雜誌》發表文章，阐述軍人的手癬与足癬問題，认为与法國氣候較潮濕及長期穿軍靴又不能換襪有关。

## 病名
“运动员脚”由美国医师查尔斯·帕布斯特（Charles Pabst）于1928年提出，他指出当时全美應該有超過一千萬人患足癬，而當中75% 没有意识到自己受到感染。當時美國人已经比较富裕，享用現代康體設施，帕布斯特指出在泳池、高爾夫球會和體育會的更衣室，十之有九都有足癬。因为足癣是在這些設施潮濕的地面中互相傳染，所以就叫作“运动员脚”。到了1930年代，很多愛到體育館锻炼的年輕人，特别是大学生都染上足癬，美國開始出現校园、社區范围的傳播。1931年《美國醫學會雜誌》一篇研究指，紐約州大約有一半成人染病，在加州和墨西哥邊境的情況更嚴重。1932年洛杉磯奧運会，醫學家还特制消毒藥水供运动员足浴，以防運動員染病。因此，可以说，至1930年底，皮肤癣菌病完成了从头到脚的转移。

### 污名化標籤爭議

#### 誤會
關於“香港腳”這個名稱的流傳眾說紛紜。根據英国医学史家Homei博士对足癣史的考证，香港腳一词出现在第二次世界大战期间，当时英国军队在东南亚、香港、新加坡一带作战，由於這些地方天氣十分潮濕悶熱，穿著長靴的官兵染上了足癣，由於歐洲醫生並沒有見過這種病，就認為這是在這些地區發生的流行病。在香港染上的足癣叫“香港脚”（Hong Kong foot），在新加坡染上的叫“新加坡脚”（Singapore foot），在上海染上的叫“上海脚”（Shanghai foot）。当时，当地的居民并不罹患足癣，其中一个原因是他们通常是赤脚或穿著透气性較好的拖鞋或涼鞋，另一个原因是这些地方还没有出现当时在美国的健身设施，所以不會接觸到潮濕並帶菌的地面。事實的病腳並不「香」，嚴重反而會「臭」。

## 病因
當皮膚一直保持在潮濕的狀況，表皮尤其是腳掌最容易孳生真菌，當真菌大量繁殖並入侵皮層，便誘發足癬。
腳掌潮濕的原因有很多，例如：腳掌容易出汗；洗澡或游泳後沒有把腳掌特別是趾縫擦乾；穿著包得很緊的鞋子如高筒運動鞋；穿著吸汗力差或透氣不佳的襪子；身處炎熱或潮濕的環境。
許多不同的皮癣菌都會感染足癬，包括表皮癬菌、毛癬菌屬及小孢癬菌等。足癬一般透過接觸感染部位或是碰觸環境中的癬菌傳播，像游泳池及沐浴間都是常見有癬菌的區域。足癬也可能透過其他動物傳播。

## 临床表现
按照临床表现，在Whitfield分型的基础上 ，将足癣分为四个类型：慢性趾间型足癣、慢性足底型足癣、急性溃疡性足癣和囊泡型足癣。
1. 慢性趾间型足癣是指皮损局限在脚趾之间的皮癣菌病，最常见的部位是在第四和第五趾之间。非运动员的致病菌多为红色毛癣菌，患者除了趾间局部皮损外一般无瘙痒等主观症状。皮损主要是表皮鳞屑，可为多层鳞屑。如果足部长期处在潮湿环境或在水中浸泡，鳞屑会变软、发白。
2. 急性溃疡型足癣也是皮损局限在脚趾之间的皮癣菌病，但通常发生在名副其实的运动员，多由下颔毛癣菌引起。患者有刺痛甚至烧灼感等症状。趾间皮肤红肿、软化、糜烂、皲裂或结痂，皮损境界清楚，周边有鳞屑。由于继发细菌感染患足会有难闻的气味。
3. 慢性足底型足癣又称莫卡辛脚（Moccacin foot），皮损主要在足底及边缘，范围酷似莫卡辛鞋所覆盖的皮肤区域。因为致病菌多为红色毛癣菌，患者大多无主观症状。受损皮肤仅表现轻微红斑、表皮鳞屑，足底表面有粉状物覆盖，这些粉状物是破碎的过度角化的表皮。尤其在中年女性，最常见的受累部位是脚后跟，皮肤粗糙，感觉若砂纸，很难与牛皮癣、湿疹、老茧区别。
4. 囊泡型足癣是由下颔毛癣菌引起的足部皮癣菌病，通常发生在脚底皮肤。其特征是在红肿皮损的基础上突然出现发痒的水泡和囊泡。按照定义，囊泡小于5–10 mm，大泡大于5–10 mm。这种脚癣亚型通常并发化脓性链球菌或金黄色葡萄球菌感染。

## 诊断
足癣患者通常都有明顯病徵。医生一般依据症狀及體徵進行診斷，也可以用微生物培養，或是用顯微鏡觀察菌絲判斷。

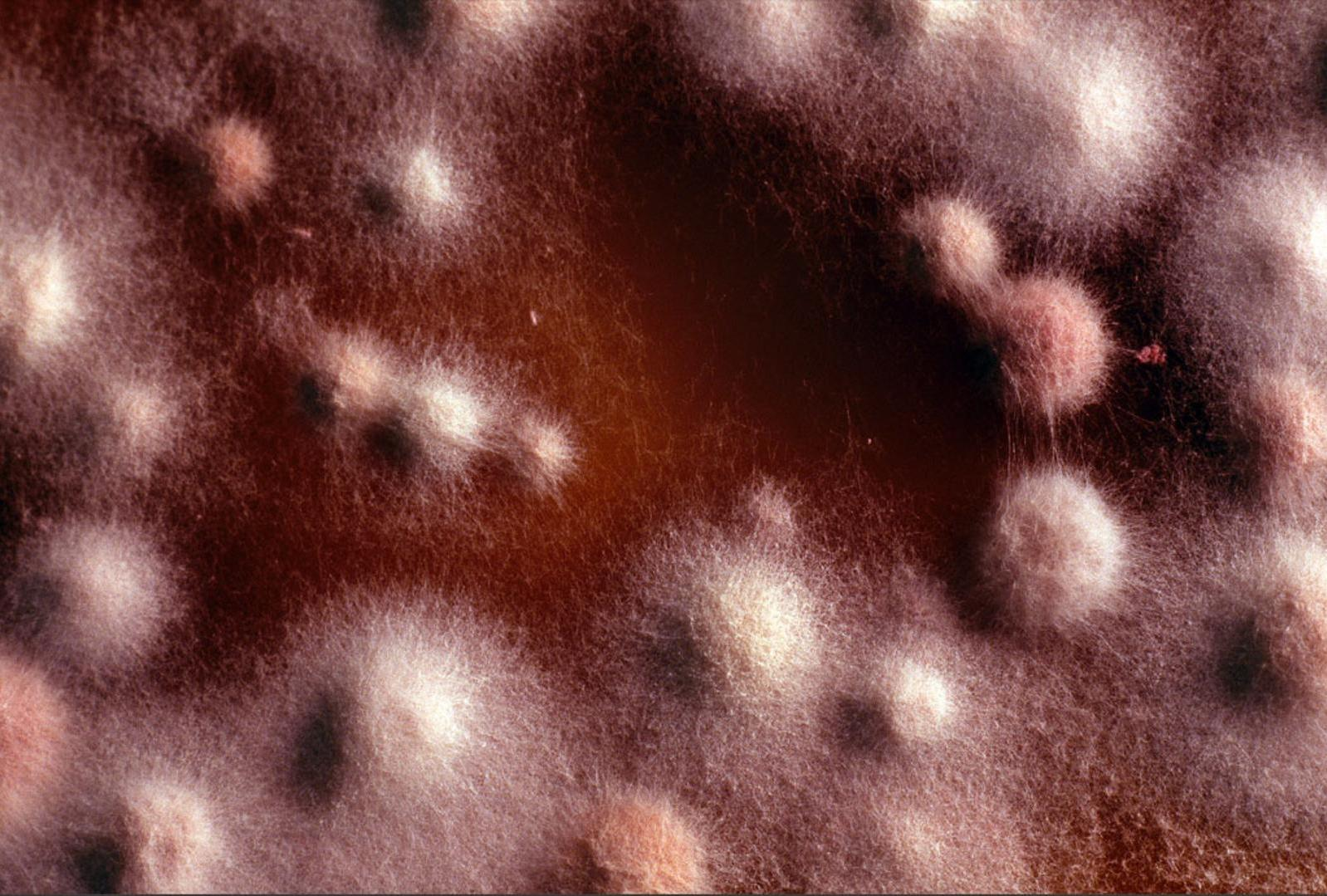
培养出的足癬霉菌，显微观

## 治疗
一般使用抗真菌药，如咪康唑（miconazole）、伊曲康唑（itraconazole）、特比萘芬（又称兰美抒，terbinafine）等治疗；另外局部外用角质溶解剂如水杨酸。外用药很多时候不能彻底治愈足癣，特别是很多病人把瘙痒减轻误以为治愈，自行停止用药。治疗期间，病人换下来的袜子、内衣和床上用品应用热水（60℃以上）烫洗，以减少传染可能。

## 預防
足癬最容易在黑暗温暖潮湿的环境中感染。所以在公共浴池、淋浴間、桑拿等潮濕的環境，應該穿著拖鞋，避免赤腳。保持腳部乾燥，洗澡後要完整擦乾爽。預防方法就是避免長時間穿著不透氣的鞋子，不讓腳指甲過長，並每天更換襪子。一旦感染後，雙腳需保持乾爽而且穿著涼鞋對疾病的治療是有幫助的。